# Absolutely Live (álbum de Rod Stewart)
Absolutely Live es un álbum en vivo del cantante británico de rock Rod Stewart, publicado en 1982 por Warner Bros. Records. Su grabación llevó a cabo entre los años 1980 y 1981 en los siguientes recintos californianos; The Forum de Inglewood, Convention and Entertainment Center de Long Beach, y en San Diego Sports Arena de San Diego, como también se extrajo material de los conciertos dados en el Estadio de Wembley de Londres y en The NEC de Birmingham.
Cabe señalar que el material originalmente fue lanzado en formato doble LP con diecinueve canciones, pero que al momento de remasterizarse en disco compacto solo incluyeron diecisiete, ya que «The Great Pretender» y «Guess I'll Always Love You» fueron excluidos porque se lanzaron como sencillo en CD.

## Recepción comercial y promoción
Tras su lanzamiento logró una buena atención en los mercados europeos, donde en varios de ellos llegó hasta los top 50. En el caso del Reino Unido, alcanzó el puesto 35 en los UK Albums Chart. Por su parte, en los Estados Unidos llegó hasta la posición 46 de los Billboard 200 y al poco tiempo se certificó con disco de oro por la Recording Industry Association of America, tras vender más de 500 000 copias. Para promocionarlo se publicaron tres canciones como sencillos, de los cuales solo «Guess I'll Always Love You» ingresó en algunas listas, como por ejemplo en la estadounidense Mainstream Rock Tracks donde llegó hasta la posición 21.

## Lista de canciones
| N.º | Título                                   | Duración |  |
| 1.  | «The Stripper» (instrumental)            | 0:10     |  |
| 2.  | «Tonight I'm Yours»                      | 4:10     |  |
| 3.  | «Sweet Little Rock and Roller»           | 4:25     |  |
| 4.  | «Hot Legs»                               | 4:52     |  |
| 5.  | «Tonight's the Night (Gonna Be Alright)» | 4:23     |  |
| 6.  | «The Great Pretender»                    | 3:52     |  |
| 7.  | «Passion»                                | 5:04     |  |
| 8.  | «She Won't Dance with Me/Little Queenie» | 4:34     |  |
| 9.  | «You're in My Heart (The Final Acclaim)» | 4:34     |  |
| 10. | «Rock My Plimsoul»                       | 4:24     |  |
| 11. | «Young Turks»                            | 5:28     |  |
| 12. | «Guess I'll Always Love You»             | 4:58     |  |
| 13. | «Gasoline Alley»                         | 2:15     |  |
| 14. | «Maggie May»                             | 5:08     |  |
| 15. | «Tear It Up»                             | 3:26     |  |
| 16. | «Da Ya Think I'm Sexy?»                  | 6:04     |  |
| 17. | «Sailing»                                | 4:45     |  |
| 18. | «I Don't Want to Talk About It»          | 4:34     |  |
| 19. | «Stay With Me» (canción de Faces)        | 5:34     |  |

## Músicos
- Rod Stewart: voz
- Jim Cregan, Robin LeMesurier y Wally Stocker: guitarra y coros
- Kevin Savigar: teclados, piano y coros
- Jimmy Zavala: armónica, saxofón y glockenspiel
- Jay Davis: bajo y coros
- Tony Brock: batería
- Kim Carnes y Tina Turner: voces en «Stay With Me» (artistas invitadas)